# Concórdia Futebol Clube
Concórdia Futebol Clube foi um clube de futebol brasileiro da cidade de Concórdia, no estado de Santa Catarina.

## História
A equipe foi fundada em 9 de maio de 2003 e disputou a Série B1 do mesmo ano sendo eliminado na fase de grupos. Na Série B1 de 2004 terminou na quinta colocação, no ano seguinte,em 2005, o clube deixou de existir para dar lugar ao Concórdia AC, que atualmente é o principal time futebolístico de Concórdia.

### Participações
|  | Participações em 2005 |

| Competição     | Competição | Temporadas | Melhor campanha    | Estreia | Última | P | R |
| Santa Catarina | Série C    | 2          | 5º colocado (2004) | 2003    | 2004   | – |   |